# 長崎市立城山小学校
長崎市立城山小学校（ながさきしりつ しろやましょうがっこう、Nagasaki City Shiroyama Elementary School）とは、長崎県長崎市城山町にある公立小学校。

## 概要
歴史
1923年（大正12年）に開校した「城山尋常小学校」を前身とする。1945年（昭和20年）8月9日、連合国軍による長崎市への原子爆弾投下により、原子爆弾「ファットマン」が長崎市松山町上空で爆発した。爆心地に一番近い小学校（当時・国民学校）であった当校は、甚大な被害を受けた。1947年（昭和22年）の学制改革による新制小学校発足の際には復興が間に合わず休校となったが、翌1948年（昭和23年）に開校にこぎつけた。2008年（平成20年）に創立85周年を迎えた。被爆当時の校舎が、部分的に保存されている。
校章
星を背景に、「城山」（縦書き）の文字を配している。
校歌
3番まであり、校名の「城山」は3番に登場する。
校区
城山町、城栄町、富士見町、宝栄町、岩見町、春木町（12番～15番、16番20号～24号）、竹の久保町（1番、4番～9番を除く）、松山町（3番49号～78号を除く）

## 沿革
- 1923年（大正12年）
  - 4月1日 -「城山尋常小学校」が城山町1丁目80番地に開校のため、 山里尋常高等小学校から児童281名移動す。九州初の鉄筋コンクリート3階建て校舎で教育を開始。
  - 5月 - 高等科を設置し、「城山尋常高等小学校」と改称。
- 1925年（大正14年）- 校歌を制定。
- 1933年（昭和8年）9月 - 昭和天皇御大典記念事業として林間の整備と運動場の拡張を実施。
- 1936年（昭和11年）4月1日 - 城山女子青年学校を併設。
- 1937年（昭和12年）4月 - 新校舎が完成。
- 1938年（昭和13年） - 空襲時の火災等に備え、校庭に防火用貯水槽が設置される。
- 1940年（昭和15年）4月1日 - 高等科を新設の淵高等小学校[注釈 2]へ移管。再び「城山尋常小学校」となる。
- 1941年（昭和16年）4月1日 - 国民学校令により、「城山国民学校」と改称。
- 1943年（昭和18年）4月1日時点の在籍児童数1,989名（学級数35学級）・職員38名。
- 1944年（昭和19年）3月31日 - 城山女子青年学校が廃止[注釈 3]。
- 1945年（昭和20年）
  - 6月 - 三菱長崎は工場および業務関係を市内の国民学校・旧制中学校へ分散。城山国民学校へは、三菱兵器製作所の給与課が疎開し、校舎の2・3階を使用。
  - 7月19日 - 長崎県からの「戦時教育措置早期実施」[注釈 4]の通達により、空襲から児童を守るために隣組学習方式で分散教育を実施。
  - 8月9日 -  11時02分、長崎市への原子爆弾投下により、校舎が破壊・焼失[7]。被爆当時には児童は校舎にいなかったが[注釈 5]、三菱兵器製作所の給与課職員など校舎内にいた158人中138人が死亡した[8]。
- 1946年（昭和21年）3月31日 - 城山国民学校が休校[注釈 6]。
- 1948年（昭和23年）
  - 4月1日 - 「長崎市立城山小学校」（現校名）が発足。職員10名と児童480名でのスタートとなる。
  - 6月1日 - 木造校舎が完成し、全学級2部授業を開始。
  - 6月15日 - 校舎落成式と学校復興式を挙行。
- 1949年（昭和24年）
  - 3月6日 - 城山小学校育友会（PTA）が発足。
  - 2月 - 永井隆により桜の木が寄贈される。現在桜の植えられた坂は「永井坂」と呼ばれている。
  - 4月30日 - 旧コンクリート校舎の修復が完成し、移転。
  - 4月 - 原爆投下当時、城山国民学校内で報国隊として作業中に亡くなった女学生・林嘉代子の遺族[注釈 7]により桜の木が寄贈され、「嘉代子桜」と命名。
- 1951年（昭和26年）
  - 8月8日 - 「少年[注釈 8]平和像」（富永直樹作の等身大ブロンズ像）が完成し、建立除幕式を挙行。これに合わせ、弔歌「子らのみ魂よ」が制作（作詞 - 島内八郎、作曲 - 木野普見雄[注釈 9]）され、これ以降毎年平和記念式典で歌い継がれている。
  - 8月9日（長崎原爆の日） - 第1回平和祈念式を挙行。
  - 9月2日 - 校舎を増築。
- 1952年（昭和27年）4月4日 - 被爆児童養護のため、特別学級（原爆学級）7学級を編成。
- 1956年（昭和31年）4月1日 - 児童数激増の問題を解消するために、長崎市立坂本小学校と長崎市立西町小学校が開校。これに伴い坂本小へ298名、西町小へ147名児童を移籍。
- 1957年（昭和32年）5月27日 - 教室不足のため、駒場町[注釈 10]仮校舎開校式を挙行。
- 1958年（昭和33年）4月1日 - 長崎市立西城山小学校が開校したことにより、児童987名と職員10名を移籍。
- 1964年（昭和39年）4月30日 - 運動場を拡張。正門前に石段を設置。
- 1960年（昭和40年）- 嘉代子桜を移植。
- 1966年（昭和41年）
  - 4月30日 - 体育館が完成。
  - 時期不明 - 嘉代子桜の碑を設置。
- 1973年（昭和48年）8月6日 - プールが落成。
- 1977年（昭和52年）4月1日 - 長崎市立小江原小学校が開校したことにより、小江原地区児童を移籍。
- 1978年（昭和53年）4月6日 - 学校区変更により、西城山小より219名が転入。
- 1980年（昭和55年）4月23日 - 新校舎が完成。 この後増改築、旧校舎の解体を進める[9]。
- 1990年（平成2年）
  - 3月24日 -「平和の鐘」除幕式を挙行。
  - 6月22日 - 原爆被爆校舎一部を保存する工事を実施[10]。
- 1992年（平成4年）7月27日 - 殉難者の碑の周辺を補修する工事を実施。
- 1993年（平成5年）3月29日 - 校門前の桜を「荒川平和桜」と命名[注釈 11]。
- 1995年（平成7年）8月9日 - 被爆50周年記念式典を挙行。平和モニュメント「三つの願い」を建立。
- 1996年（平成8年）8月9日 - カラスザンショウと被爆クスノキの案内板と碑を設置。
- 1997年（平成9年）10月25日 - 第17回同窓生が桜を植樹し、「十五の桜」と命名。
- 1999年（平成11年）2月25日 - 被爆校舎（城山小学校平和祈念館）が開館。
- 2012年（平成24年）8月9日 - 7月25日の参議院予算委員会にて秋野公造参議院議員による「被爆校舎を国の文化財として保存すべきではないか」との質疑[11]を受けて、文化庁が文化財として保全することを検討することになった被爆校舎の視察のために、総理大臣野田佳彦（当時）が来校[12]。
- 2013年（平成25年）8月1日 - 被爆校舎が、文化庁の登録記念物に登録される[8]。
- 2016年（平成28年）
  - 6月17日 - 被爆校舎が、「長崎原爆遺跡」の1つとして国史跡に指定するよう文化審議会により文部科学相に答申される[13]。
  - 10月3日 - 被爆校舎が「長崎原爆遺跡」の1つとして国史跡に指定される[14]。

## 原子爆弾による被害と被爆校舎

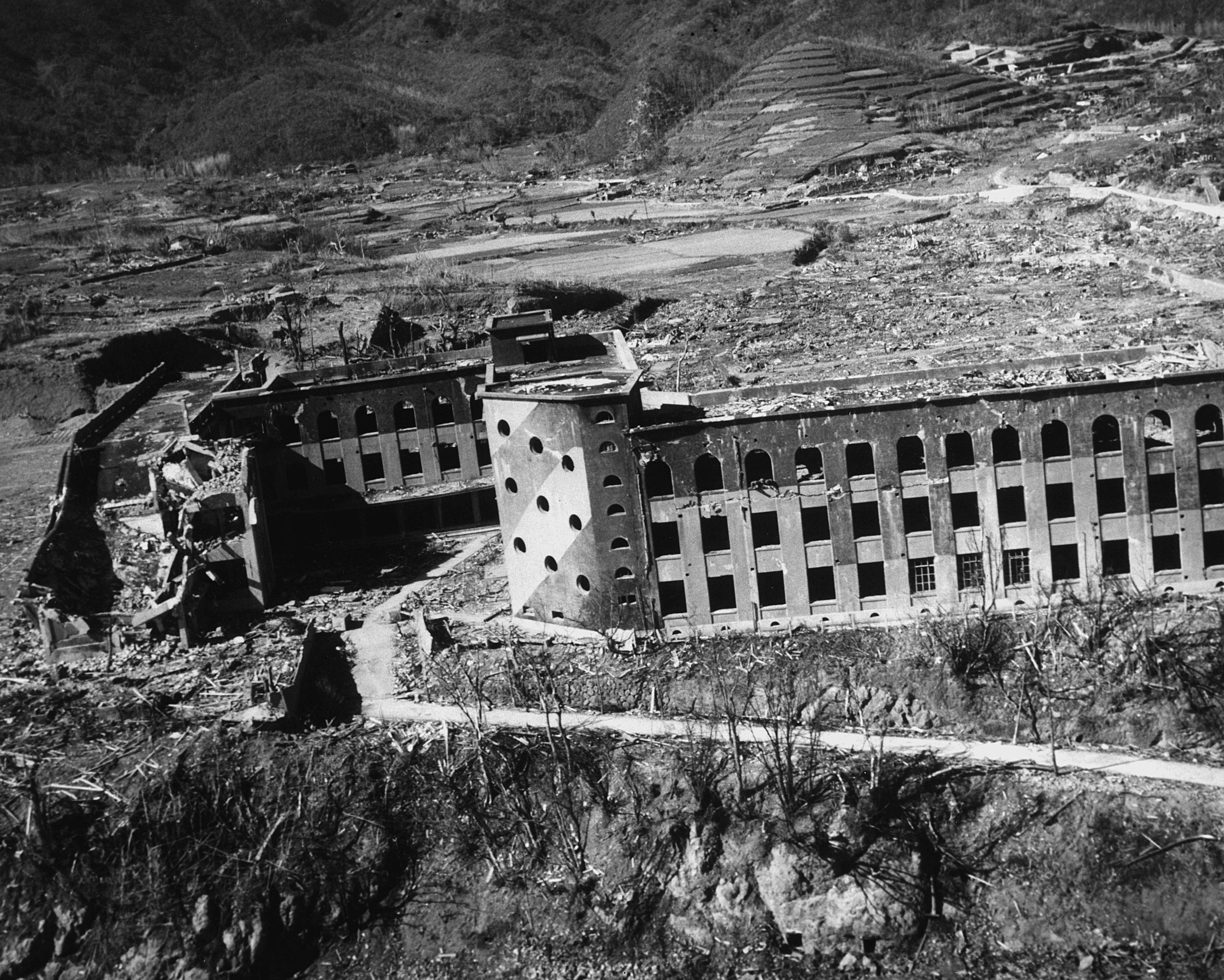
被爆後の城山国民学校。中央の丸窓の建屋が保存された階段棟。

城山国民学校は爆心地（北緯32度46分24.8秒 東経129度51分47.1秒 / 北緯32.773556度 東経129.863083度）から西に約500mの場所に位置していたため、長崎市への原子爆弾投下により甚大な被害を被った。
原子爆弾投下時、校舎敷地内で事務を行っていた三菱兵器製作所職員、作業を行っていた挺身隊員、学徒報国隊員等158人のうち、生き残ったのは僅か20名であった。
また、校長以下の教職員31名と児童約1,400名（全校生徒の八割）が学校または家庭で爆死したと推定される。
校舎は秒速250メートルという猛烈な爆風を受け、開校時からの校舎は東側が3階から崩壊し炎上、新校舎も屋根に大穴が開きその後炎上するなど甚大な被害を受けた。周辺の樹木は爆風で倒されるか炎上した。
戦後は改修工事を施され、外地からの帰国者専用住宅を経て再び校舎として用いられたが、開校時の校舎は1980年（昭和55年）に、新校舎も1984年（昭和59年）までに後述の階段棟を除き解体された。
現存する被爆当時の校舎は、1937年（昭和12年）に完成した新校舎の丸窓が特徴的な階段棟である（延べ床面積474平方平方メートル）。
1984年（昭和59年）に現在の校舎が増築される際に、慰霊会や育友会の働きかけにより保存された。1999年（平成11年）2月には「城山小平和祈念館」として改装され、校舎内には当時の状況を伝える資料などが展示されている。
長崎市が定める「爆建造物等の取扱基準」ではもっとも重要であるAランクが付けられており、2013年1月には長崎県が他の被爆遺構と共に国の登録記念物への登録を求める意見具申書を提出した。
2016年（平成28年）10月3日に長崎原爆遺跡として国史跡に指定され、長崎市により「原爆遺跡旧城山国民学校校舎」として管理されている。
校舎敷地内には平和に関する施設や祈念碑等が数多くあり、観光客や修学旅行生が訪れている。しかし、校舎敷地内の見学には事前申請が必要である。長崎市立城山小学校の公式ウェブサイトに申込の詳細が掲載されている。

## 学校行事
- 運動会は春（5月）に行われている。

## 著名な卒業生
- 東由多加（演出家） - 自身は被爆していないが、原爆学級が存在した当時に在籍していた[22]。
- 毎熊晟矢（サッカー選手）

## アクセス
最寄りの鉄道駅
- JR九州長崎本線浦上駅
- 長崎電気軌道本線平和公園停留場下車後、徒歩5～10分。

最寄りのバス停
- 長崎バス「市民プール前」下車後、徒歩5分。

最寄りの国道・県道
- 国道206号
- 長崎県道112号長崎式見港線

## 周辺
- 平和公園
- 長崎県営野球場（ビッグN）
- 長崎市営ラグビー・サッカー場
- 長崎市民総合プール
- 松山陸上競技場
- 九州電力長崎営業所
- 長崎縣護國神社
- 長崎県立総合体育館
- 長崎市科学館
- 活水中学校・高等学校
- 長崎県立長崎西高等学校
- 長崎市立淵中学校
- 聖マリア学院小学校
- 城山教会
- 長崎西洋館